# The Reapers
The Reapers è un romanzo dello scrittore irlandese John Connolly.
 Originariamente pubblicato nel Regno Unito nel 2008, è il settimo romanzo del ciclo dedicato alle storie dell'investigatore Charlie Parker,  detto Bird.

Nell'ambito del ciclo, il romanzo ad esso precedente è Anime morte (The Unquiet), quello seguente è Gli amanti (The Lovers).
In Italia il romanzo è ancora inedito.

## Titolo
Il verbo inglese to reap significa "raccogliere" o "mietere" (ad es. il grano).
 I Reapers del romanzo sono un gruppo di killer d'élite e il loro nome (che potrebbe essere tradotto letteralmente come "Mietitori") rimanda dunque all'iconografia della Morte personificata, rappresentata come scheletro o come figura ammantata recante una falce e detta appunto, con senso traslato, la Grande Mietitrice.

## Trama
In luoghi geograficamente lontani, con modalità differenti, avvengono tre omicidi apparentemente slegati tra loro: in un club privato di Brighton Beach Louis ed Angel uccidono un mafioso russo che aveva posto una taglia sulla testa di Bird; più a sud, in un bar lungo la strada, un killer diventa la vittima della preda che aveva scelto; a nord, nella zona dei Monti Adirondacks, un uomo viene colpito a morte in presenza di un vecchio malandato che lo accusa di aver ucciso il suo primogenito.
 In attesa di verificare come questi episodi possano considerarsi collegati tra loro, la trama si sposta su quella che si rivelerà la linea narrativa principale: il passato di Louis e le pericolose conseguenze della sua attività di killer.

Dopo l'uccisione del malvagio Deber negli anni settanta, Louis - sedicenne coraggioso e intelligente ma nero, e dunque privo di prospettive - era stato reclutato dal misterioso Gabriel ed era diventato in breve il migliore dei "Reapers", uno scelto gruppo di killers. La sua attività aveva finito per porlo prima in competizione, e poi in aperto conflitto, con un altro killer: lo sfuggente Bliss.
 Ora, dopo anni di agguati e di falliti attentati, Bliss ha trovato un alleato nella sua guerra contro Louis: il vecchio Arthur Leehagen, miliardario e proprietario terriero nella zona dei monti Adirondacks, il cui figlio è stato in passato ucciso dallo stesso Louis. A New York gli uomini di Leehagen tentano di attaccare sia la casa in cui vivono Louis ed Angel, sia l'officina di Willie Brew, che notoriamente ha con i due legami di affetto e rapporti d'affari; in entrambi i casi i sicari vengono respinti, ma la situazione si mostra ormai abbastanza grave da indurre Louis a prendere in considerazione la necessità di farsi a sua volta potenti alleati. Così, quando il ricchissimo Nicholas Hoyle lo richiama in servizio e attraverso la mediazione di Gabriel gli commissiona l'omicidio di Arthur Leehagen, Louis vede nella proposta una buona occasione.
 L'ostilità fra Hoyle e Leehagen ha incerte origini; più certo il fatto che nel corso del tempo il loro odio si sia sanguinosamente inasprito: pare che Leehagen abbia già fatto decapitare un killer serbo inviato da Hoyle e che abbia ucciso anche la figlia dello stesso Hoyle, fidanzata con il suo secondogenito Michael, premurandosi poi di inviare al padre una videocassetta ad illustrazione dell'evento.
 La situazione presenta larghi margini d'incertezza che suscitano in Angel molti dubbi e una profonda diffidenza; tuttavia gli obbiettivi di Hoyle e di Louis sembrano opportunamente coincidere ed il contratto viene accettato.
 Il piano elaborato è molto semplice e diretto: prevede che Louis ed Angel, con la copertura di altri otto mercenari disposti a coppie, entrino nella proprietà di Leehagen, raggiungano la casa e lo uccidano. Dopo alcuni rapidi preparativi Louis ed Angel partono verso nord; inizialmente tutto fila liscio, in breve però la situazione precipita e i peggiori timori di Angel vengono confermati. L'impresa è una trappola: all'improvviso i due si ritrovano soli, disarmati, privi di copertura e di effetto sorpresa all'interno di un territorio vastissimo ed affollato di sicari, il cui unico compito è quello di contenere i movimenti degli intrusi sino all'arrivo di Bliss.
 Louis ed Angel insomma da cacciatori si trasformano in prede, e vengono costretti ad affrontare un'incerta e pericolosa esperienza che metterà a dura prova tutte le loro capacità di reazione fisica e mentale.
 In soccorso di Louis e di Angel, a tempo quasi scaduto, arriva un piccolo ma utile gruppo di amici, mobilitati da Willie Brew: Charlie Parker, che opportunamente si è tirato dietro anche Jackie Garner e i fratelli Fulci, più lo stesso Willie Brew, leale e desideroso di aiutare, benché l'uso della violenza non gli sia certo molto famigliare.
 Sventata la vendetta di Bliss e portato a termine il proprio compito, Louis riuscirà anche a pareggiare i conti con alcuni di coloro che lo hanno tradito e che si sono serviti di lui. Tuttavia, come spesso accade nei romanzi connolliani, l'epilogo della storia non determina realmente né vinti né vincitori, ma solo un gran numero di morti.

### Particolarità narrativa
Per il tenore della vicenda, per i personaggi ricorrenti, per le atmosfere ed i collegamenti interni che è possibile stabilire, The Reapers rientra a pieno titolo nel ciclo di romanzi connelliani dedicati a Charlie "Bird" Parker. Tuttavia all'interno della narrazione il personaggio di Charlie Parker compare pochissimo, e quasi mai con il proprio nome: molti lo riconoscono senza specificarne l'identità e Willie Brew pensa a lui semplicemente come al "Detective".
 In assenza di Bird, che di solito è la voce narrante di parte del romanzo e lo sguardo attraverso cui vengono valutati gli eventi, qui il ruolo di filtro narrativo è parzialmente rivestito dal personaggio dello stesso Willie Brew.

## Personaggi
- Charlie "Bird" Parker - Nel corso della narrazione compare pochissimo. Di lui vengono dette solo alcune cose essenziali: il suo dolore rimane immutato, la relazione con Rachel è ancora sospesa e le sue tempie - come quelle di altri personaggi ricorrenti - stanno lievemente imbiancando.
 Da quando gli sono stati ritirati il porto d'armi e la licenza di investigatore, in seguito ai fatti narrati nel precedente tromanzo, Bird lavora in un bar di Portland.

- Louis ed Angel - In questo romanzo sono i protagonisti quasi assoluti. La brutta situazione in cui vengono catapultati serve anche a mettere in luce la forza e la profondità del loro atipico rapporto, in apparenza bisbetico ma in realtà molto saldo. Nel corso della narrazione, inoltre, il lettore entra a più diretto contatto con particolari ai quali i precedenti romanzi avevano soltanto accennato: la loro casa newyorkese, la loro vita privata, le molteplici precauzioni alle quali sono costretti, le loro numerose attività.
- Willie Brew e Arno - Sono rispettivamente il proprietario e il lavorante di un'officina meccanica nel Queens di cui Louis ed Angel sono soci occulti, e nella quale Bird fa spesso riparare le auto.
 I personaggi compaiono già nel primo romanzo del ciclo Tutto ciò che muore, facendo successivamente altre sporadiche apparizioni. In questo romanzo trovano più largo spazio: Willie Brew in particolare, che qui compie sessant'anni e inizia a sentirsi vecchio e stanco, ricopre il ruolo dell'uomo taciturno e tranquillo costretto a scoprire la dolorosa necessità di confrontarsi con la violenza.
- Mrs. Evelyn Bondarchuk - È un'amabile vedova di mezza età che occupa il pianterreno nell'edificio dell'Upper West Side a New York di cui gli unici altri inquilini sono Louis ed Angel. 
 Il marito, che sotto l'effetto dell'alcol era solito assumere atteggiamenti piuttosto volgari, è stato travolto da un treno; Evelyn non si è risposata e vive circondata dai suoi cani di Pomerania. La donna non conosce a fondo le attività di Louis e di Angel, ma con loro ha stabilito ottimi rapporti. È abbastanza intelligente da non porre troppe domande; la sua presenza dà all'edificio una gradita apparenza di normalità: in sostanza la vedova costituisce il primo tenace ostacolo da superare per chi voglia eventualmente arrivare agli inquilini dei piani superiori.
- Arthur Leehagen - Miliardario e proprietario terriero nella zona dei monti Adirondacks, non lontano dal confine canadese. Ormai vecchio, è malato di cancro a causa dell'eccessiva esposizione alla polvere di asbesto di una delle sue miniere. Anche la moglie è morta per lo stesso motivo; in passato, il figlio maggiore Jon gli è stato ucciso da Louis.
- Michael Leehagen - Secondogenito ed unico figlio superstite del vecchio Arthur, si occupa degli affari di famiglia, benché il padre eserciti ancora con forza tutto il suo potere decisionale.
- Nicholas Hoyle - Influente e ricchissimo personaggio che vive a New York in un blindatissimo edificio che ospita anche gli uffici della Hoyle Enterprises. Ha ereditato dal padre, esperto della Guerra Civile Americana, la passione per le armi: ne colleziona di ogni tipo e provenienza. Sembra lievemente ossessionato dalla pulizia (porta guanti bianchi di cotone, saluta senza stringere la mano, ha una piscina disinfettata che solo lui usa), benché le sue abitudini siano forse motivate da ragioni di sicurezza oltre che di igiene.
- Simeon - assistente personale e guardia del corpo di Nicholas Hoyle; è l'unico ad affiancare costantemente il miliardario tanto nei suoi rari momenti pubblici quanto in quelli privati. È un ex militare formatosi tra le file dei Marine, nella sezione dell'Antiterrorismo.
- Gabriel - È stato il creatore dei Reapers, uno scelto gruppo di assassini con agganci tanto malavitosi quanto paragovernativi. Per Louis, che ha reclutato da ragazzo, è stato una sorta di figura paterna surrogata. Ormai è molto anziano, piuttosto stanco, e sta forse cercando di concludere la sua attività nel modo migliore che conosce.
- Milton - Ambiguo personaggio che appartiene certamente a qualche ramo dei Servizi Segreti, ma la cui vera identità e le cui esatte funzioni rimangono occulte. È il contatto unico e privilegiato di Gabriel con gli ambienti governativi.
- Bliss - Uno dei Reapers, diventato il killer dei killers. Un tempo collaborava con Louis poi, avendo tradito e abbandonato il gruppo, ne è diventato un feroce avversario. In passato ha già tentato invano di uccidere l'ex amico, ora pensa di aver finalmente creato le circostanze giuste per la sua definitiva vendetta.
- Jackie Garner - È un ex militare congedato dall'esercito a causa di un incidente che gli ha danneggiato la memoria e alcune facoltà mentali. È fisicamente forte, conosce le armi, gli esplosivi e le tecniche di sorveglianza; a volte diventa infantile e scarsamente affidabile, ma tutto sommato è una brava persona.
 Bird chiede occasionalmente il suo appoggio, e Jackie è sempre molto felice di fornirglielo.
- Tony Fulci e Paulie Fulci, sono fratelli di origine italoamericana a cui non dispiace menare le mani. Soffrono di instabilità psicoemozionali che i farmaci faticano ormai a tenere sotto controllo e le loro fedine penali non sono esattamente immacolate, tuttavia anche i Fulci - come il loro buon amico Jackie Garner - non possiedono un animo veramente cattivo.
 Data l'imponenza fisica dei due, Bird se ne serve occasionalmente come gorilla e guardie del corpo.
 A parte lo stesso Bird, i Fulci amano e rispettano soltanto due cose: la loro madre Louisa, vedova di un piccolo criminale, e l'enorme fuoristrada modificato con il quale si spostano ovunque, incuranti di passare ben poco inosservati.

## Cronologia
La vicenda di The Reapers si svolge nell'autunno successivo a quello del precedente romanzo, a partire da metà ottobre. L'anno dovrebbe dunque essere il 2005; se si accetta la cronologia più avanzata di Anime morte sarà invece il 2006. 
 Accanto alla narrazione contemporanea il romanzo contiene anche ampi flashback ambientati in Georgia all'inizio degli anni Settanta, durante l'adolescenza di Louis.

## Critica letteraria
Stando a quanto affermato dallo stesso John Connolly in passato un romanzo avente come protagonisti i personaggi di Louis e di Angel era già stato iniziato e poi abbandonato. All'autore non sembrava il momento giusto per scrivere un romanzo di quel tipo: preferiva continuare a rappresentare Louis ed Angel come una parte dell'animo di Charlie Parker, quella parte rabbiosa, violenta e vendicativa che Bird cerca di trattenere e che invece i due amici lasciano sfogare più liberamente.
 In seguito evidentemente il momento giusto si è presentato: nel tempo i personaggi di Louis ed Angel hanno acquistato un loro spessore, maggiori possibilità di autonomia e il romanzo che li vede protagonisti (del quale comunque non sono note eventuali somiglianze con la vecchia bozza originale) è stato portato a termine.

## Edizioni

### Edizione originale
- John Connolly, The Reapers, Hodder & Stoughton, London, 2008

### Edizioni italiane
In Italia il romanzo è ancora inedito.

### Altre edizioni
- John Connolly, The Reapers, Atria Books, New York, 2008
- John Connolly, The Reapers, Hodder & Stoughton Paperbacks, London, 2009
- John Connolly, The Reapers, Pocket Star Paperback, Simon & Schuster, New York, 2009
- John Connolly, The Reapers, Mass Market Paperback, Barnes & Noble, New York, 2009

### Edizioni audio
- John Connolly, The Reapers (Audiobook). Formato: CD. Lingua: inglese; lettore Jeff Harding. (UK), 2008
- John Connolly, The Reapers (Audiobook). Formato: audiocassetta. Lingua: inglese; Lettore: Jeff Harding. (UK), 2008
- John Connolly, The Reapers: A Thriller. Formato: CD. Versione: ridotta. Lingua: inglese; lettore: Jay O. Sanders. Simon & Schuster Audio, New York, 2008, 2010

### Edizioni multimediali
- John Connolly, The Reapers (Charlie Parker Series #7). Formato e-book scaricabile via Wi-Fi e 3G, pp. 320, 2008
- John Connolly, The Reapers. A Thriller. Formato: Kindle Edition. Atria publisher, 2008